# Danmark, mit Fædreland
"Danmark, mit Fædreland" er et dansk digt skrevet af H.C. Andersen i 1850. Den kendes også under titlen fra førstelinjen "I Danmark er jeg født".
Den første melodi til sangen komponeredes af Henrik Rung i 1850, og Poul Schierbeck skrev en ny melodi til den i 1926. Sangen er ofte blevet foreslået som "ny" dansk nationalsang i stedet for "Der er et yndigt land".[kilde mangler]
Blandt de udøvende kunstnere der har indspillet Rungs version er Aksel Schiøtz (1938).
I 2007 stod Isam B for en moderne fortolkning af sangen, produceret af den danske producer Mintman. Den udkom på hans soloalbum Institution. I 2009 udgav den danske folkemusiker Helene Blum en udgave af sangen på sit album En gang og altid.[kilde mangler]
Ved en afstemning i 2021 blandt Kristeligt Dagblads læsere om Danmarks 10 bedste sange blev sangen nummer 4.
Niels Helveg Petersen nævnte Andersens digt som sit yndlingsdigt.

## Teksten
H.C. Andersens tekst som gengivet i Højskolesangbogen:
I Danmark er jeg født, dér har jeg hjemme,

dér har jeg rod, derfra min verden går; 

du danske sprog, du er min moders stemme, 

så sødt velsignet du mit hjerte når. 

Du danske, friske strand, 

hvor oldtids kæmpegrave 

står mellem æblegård og humlehave. 

Dig elsker jeg! - Danmark, mit fædreland!
Hvor reder sommeren vel blomstersengen 

mer rigt end her ned til den åbne strand? 

Hvor står fuldmånen over kløverengen 

så dejligt som i bøgens fædreland? 

Du danske, friske strand, 

hvor Dannebrogen vajer -

Gud gav os den - Gud giv den bedste sejer! -

Dig elsker jeg! - Danmark, mit fædreland!
Engang du herre var i hele Norden, 

bød over England - nu du kaldes svag; 

et lille land, og dog så vidt om jorden 

end høres danskens sang og mejselslag. 

Du danske, friske strand, 

plovjernet guldhorn finder -

Gud giv dig fremtid, som han gav dig minder! 

Dig elsker jeg! - Danmark, mit fædreland!
Du land, hvor jeg blev født, hvor jeg har hjemme, 

hvor jeg har rod, hvorfra min verden går, 

hvor sproget er min moders bløde stemme 

og som en sød musik mit hjerte når. 

Du danske, friske strand, 

med vilde svaners rede, 

I grønne øer, mit hjertes hjem hernede! 

Dig elsker jeg! - Danmark, mit fædreland!

## Variationer
I forbindelse med projektet Alsang i 2020 blev Andersens tekst oversat til en række sprog og indsunget. 
For den kinesiske oversættelse stod Jianshu Chen i 2019 og operasangeren Ni Zhou indsang den akkompagneret af Ronnie Flyvbjerg Olesen på klaver.